# Kanoistika na Letních olympijských hrách 2012 – K4 1000 metrů muži
Soutěž čtyřkajaku mužů (1000 m) na Letních olympijských hrách 2012 v Londýně se konala od 7. do 9. srpna v lokalitě Dorney Lake (Eton Dorney).

## Kalendář
Pozn. Všechny časy jsou v britském letním čase (UTC+1).
| Datum                 | Čas         | Kolo                 |
| --------------------- | ----------- | -------------------- |
| Úterý 7. srpna 2012   | 09:30 11:01 | Rozjížďky Semifinále |
| Čtvrtek 9. srpna 2012 | 09:48       | Finále               |

## Medailisté
| Zlatá olympijská medaile    | Tate Smith · David Smith · Murray Stewart · Jacob Clear · Austrálie     |
| Stříbrná olympijská medaile | Zoltán Kammerer · Dávid Tóth · Tamás Kulifai · Dániel Pauman · Maďarsko |
| Bronzová olympijská medaile | Daniel Havel · Lukáš Trefil · Josef Dostál · Jan Štěrba · Česko         |

## Výsledky

### Rozjížďky
Nejrychlejší posádka z každé rozjížďky postoupila do finále, zbylé do semifinále.

#### Rozjížďka 1
| Poř. | Kajakáři                                                        | Země      | Čas      | Pozn. |
| ---- | --------------------------------------------------------------- | --------- | -------- | ----- |
| 1    | Peter Gelle Martin Jankovec Erik Vlček Juraj Tarr               | Slovensko | 2:55,173 | Q     |
| 2    | Marcus Groß Norman Bröckl Tim Wieskötter Max Hoff               | Německo   | 2:56,987 |       |
| 3    | Kim Wraae Knudsen René Holten Poulsen Emil Stær Kasper Bleibach | Dánsko    | 3:05,134 |       |
| 4    | Traian Neagu Toni Ioneticu Ștefan Vasile Ionel Gavrilă          | Rumunsko  | 3:12,371 |       |
| 5    | Milenko Zorić Ervin Holpert Aleksandar Aleksić Dejan Terzić     | Srbsko    | 3:21,437 |       |

#### Rozjížďka 2
| Poř. | Kajakáři                                               | Země      | Čas      | Pozn. |
| ---- | ------------------------------------------------------ | --------- | -------- | ----- |
| 1    | Zoltán Kammerer Dávid Tóth Tamás Kulifai Dániel Pauman | Maďarsko  | 2:54,153 | Q     |
| 2    | Daniel Havel Lukáš Trefil Josef Dostál Jan Štěrba      | Česko     | 2:54,267 |       |
| 3    | Tate Smith David Smith Murray Stewart Jacob Clear      | Austrálie | 2:59,789 |       |
| 4    | Ilja Medvěděv Anton Vasilev Anton Rjachov Oleg Žestkov | Rusko     | 3:04,781 |       |
| 5    | Zhang Hongpeng Zhou Peng Shen Jie Huang Zhipeng        | Čína      | 3:14,234 |       |

### Semifinále
Prvních šest posádek postoupilo do finále.
| Poř. | Kajakáři                                                        | Země      | Čas      | Pozn. |
| ---- | --------------------------------------------------------------- | --------- | -------- | ----- |
| 1    | Tate Smith David Smith Murray Stewart Jacob Clear               | Austrálie | 2:52,505 | Q     |
| 2    | Marcus Groß Norman Bröckl Tim Wieskötter Max Hoff               | Německo   | 2:53,575 | Q     |
| 3    | Daniel Havel Lukáš Trefil Josef Dostál Jan Štěrba               | Česko     | 2:53,984 | Q     |
| 4    | Ilja Medvěděv Anton Vasilev Anton Rjachov Oleg Žestkov          | Rusko     | 2:54,303 | Q     |
| 5    | Traian Neagu Toni Ioneticu Ștefan Vasile Ionel Gavrilă          | Rumunsko  | 2:55,027 | Q     |
| 6    | Kim Wraae Knudsen René Holten Poulsen Emil Stær Kasper Bleibach | Dánsko    | 2:56,003 | Q     |
| 7    | Milenko Zorić Ervin Holpert Aleksandar Aleksić Dejan Terzić     | Srbsko    | 2:56,346 |       |
| 8    | Zhang Hongpeng Zhou Peng Shen Jie Huang Zhipeng                 | Čína      | 3:00,315 |       |

### Finále
| Poř.             | Kajakáři                                                        | Země      | Čas      | Pozn. |
| ---------------- | --------------------------------------------------------------- | --------- | -------- | ----- |
| Zlatá medaile    | Tate Smith David Smith Murray Stewart Jacob Clear               | Austrálie | 2:55,085 |       |
| Stříbrná medaile | Zoltán Kammerer Dávid Tóth Tamás Kulifai Dániel Pauman          | Maďarsko  | 2:55,699 |       |
| Bronzová medaile | Daniel Havel Lukáš Trefil Josef Dostál Jan Štěrba               | Česko     | 2:55,850 |       |
| 4                | Marcus Groß Norman Bröckl Tim Wieskötter Max Hoff               | Německo   | 2:56,172 |       |
| 5                | Kim Wraae Knudsen René Holten Poulsen Emil Stær Kasper Bleibach | Dánsko    | 2:56,542 |       |
| 6                | Peter Gelle Martin Jankovec Erik Vlček Juraj Tarr               | Slovensko | 2:56,771 |       |
| 7                | Ilja Medvěděv Anton Vasilev Anton Rjachov Oleg Žestkov          | Rusko     | 2:57,375 |       |
| 8                | Traian Neagu Toni Ioneticu Ștefan Vasile Ionel Gavrilă          | Rumunsko  | 2:58,223 |       |